# Frederik Götz
Frederik Götz (* 11. April 1988 in Erlangen) ist ein deutscher Schauspieler.

## Leben
Götz wuchs in seiner Geburtsstadt Erlangen auf. Dort besuchte er das Ohm-Gymnasium, wo er Mitglied der Theater-AG der Schule war. 2007 wirkte er am Markgrafentheater Erlangen in der Theaterproduktion Der Drache unter der Regie von Andrea Moses mit.  Nach seinem Abitur studierte er ab März 2009 Schauspiel am Salzburger Mozarteum. Im Frühjahr 2013 schloss er dort seine Ausbildung mit dem Schauspieldiplom ab.
Bereits während seiner Ausbildung wirkte er in kleineren Rollen in Produktionen der Salzburger Festspiele (2010 und 2012), im Theater im KunstQuartier Salzburg (2011; als Aigisthos in Die Orestie, Regie: Volker Lösch und 2012; als Franz in Unschuld von Dea Loher, Regie: Schirin Khodadadian) und am Landestheater Salzburg (2011; als „L“ in Jugend ohne Gott, Regie: Carl Philip von Maldeghem) mit.
Sein erstes Festengagement hatte er in der Spielzeit 2013/14 am Theater Kiel. Dort spielte er u. a. die Titelrolle in dem Kinder- und Jugendstück Pinocchio (2013), Cassio in Othello (2013–2014; Regie: Daniel Karasek), das weiße Kaninchen in dem Kinder- und Jugendstück Alice im Wunderland (2014) und die Titelrolle in dem Solo-Stück Judas von Lot Vekemans (2014). Für das Sommertheater Kiel war Götz 2014 als Romeo in einer Musical-Version von Romeo und Julia (mit Musik von Rosenstolz) vorgesehen; aus gesundheitlichen Gründen musste er seine Rolle jedoch kurzfristig abgeben. 2015 gastierte er am Theater Kiel als Hilmar Tönnesen in Henrik Ibsens Schauspiel Stützen der Gesellschaft. Nach seinem Engagement am Theater Kiel nahm er sich zunächst eine berufliche Auszeit in Frankreich, bevor er sich ab Mitte/Ende 2015 verstärkt Film- und Fernseharbeiten zuwandte.
Seine erste Fernsehrolle hatte Götz von März bis Juni 2012 (Folge 1393 bis Folge 1442) für etwa drei Monate in der RTL-Serie Alles was zählt in der Rolle des jungen Skaters Sebastian „Basti“ von Rothenberg, der als Schwarm der Serienfiguren Franziska Steinkamp (Julia Engelmann) und Melanie Wendt (Anna-Katharina Fecher) das Liebesleben der beiden gewaltig durcheinanderbringt.
2015 erhielt er nach einem Telefoninterview eine Rolle in dem Kinofilm Nirgendwo von Regisseur Matthias Starte, der im Oktober 2016 in die deutschen Kinos kam. In dem Ensemblefilm über die Gefühle der „Generation Y“, in dessen Mittelpunkt der Student Danny (Ludwig Trepte), steht, der nach dem Tod seines Vaters zurück in seine Heimatstadt kommt, spielte Götz (als „Fresi“) neben Dennis Mojen und Ben Münchow einen der Freunde aus der damaligen Clique. Außerdem stand Götz 2016 in Ungarn in der Rolle des Luis für den ZDF-Dreiteiler Honigfrauen (mit Sonja Gerhardt und Cornelia Gröschel als Schwesternpaar in den Hauptrollen) vor der Kamera.
In zwei Filmen der Frühling-Fernsehserie des ZDF, die 2015 gedreht wurden, war er im Januar/Februar 2016 in einer kleinen Nebenrolle zu sehen. In der Inga-Lindström-Fernsehreihe des ZDF spielte Götz in dem Film Zurück ins Morgen, der im Dezember 2016 erstausgestrahlt wurde, die männliche Hauptrolle als Globetrotter und Hoteltester Viktor Olsson. In dem Rosamunde-Pilcher-Film Das Vermächtnis unseres Vaters (2018), dem 140. Film der Fernsehreihe, spielte er die männliche Hauptrolle Patrick Yate, den Leiter eines lokalen Radiosenders in Cornwall, der einem Umweltskandal auf der Spur ist. In dem im Rahmen der ZDF-„Herzkino“-Fernsehreihe erstausgestrahlten Fernsehfilm Chaos-Queens: Ehebrecher und andere Unschuldslämmer (Februar 2018) war Götz der aufstrebende junge Anwalt Andy und der Freund der jugendlichen Hauptfigur Lou (Maria Ehrich).
Von 2018 bis 2020 spielte Götz in der ZDF-„Herzkino“-Fernsehreihe Tonio & Julia, in deren Mittelpunkt Oona Devi Liebich als Familientherapeutin Julia Schindel und Maximilian Grill als katholischer Gemeindepfarrer Tonio Niederegger stehen, als oberbayerischer Landwirt und Schreiner Guido Bender eine der durchgehenden Nebenrollen.
Im Bergdoktor-„Winterspecial“ (Erstausstrahlung: Januar 2019) spielte Götz eine der Hauptrollen als junger Bergführer Tom, der sich in einer Extremsituation nach einem Lawinenunglück in eine wesentlich ältere Frau verliebt. In der 16. Staffel der ZDF-Serie SOKO Köln (2020) spielte Götz in einer Doppelfolge den tatverdächtigen Freund Luis Fandel, der sich gemeinsam mit der Tochter eines getöteten Prokuristen den Traum von einer eigenen Beach Lounge erfüllen will.
Von November 2020 bis Januar 2021 war er als Protagonist in der TVNOW-Serie Verbotene Liebe – Next Generation als Alexander Verhoven zu sehen. In der 8. Staffel der TV-Serie In aller Freundschaft – Die jungen Ärzte (2022) übernahm Götz eine der Episodenhauptrollen als athletischer junger Mann, der unter unerklärlichen Bauchschmerzen leidet.
In der 6. Staffel der ZDF-Krimiserie SOKO Potsdam (2023) spielte er in drei Folgen den Doktoranden Phillip, den Freund der Polizeiermittlerin Pauline Hobrecht (Agnes Decker).
In der 26. Staffel der Fernsehserie In aller Freundschaft (2023) übernahm er in fünf Folgen die Rolle von Lukas Globisch, der anlässlich einer Lesereise nach fast 20 Jahren aus den Vereinigten Staaten nach Leipzig zurückkommt.
In seiner Heimatstadt Erlangen war Götz Mitglied einer Basketball-Mannschaft. In seiner Freizeit spielt Götz Gitarre; gelegentlich komponiert und textet er auch Lieder.

## Filmografie (Auswahl)
- 2012: Alles was zählt (Fernsehserie; Serienrolle)
- 2016: Frühling – Zeit für Frühling (Fernsehserie)
- 2016: Frühling – Hundertmal Frühling (Fernsehreihe)
- 2016: Nirgendwo (Kinofilm)
- 2016: Inga Lindström – Zurück ins Morgen (Fernsehreihe)
- 2017: Honigfrauen (Fernsehfilm)
- 2018: Rosamunde Pilcher – Das Vermächtnis unseres Vaters (Fernsehreihe)
- 2018: Chaos-Queens: Ehebrecher und andere Unschuldslämmer (Fernsehreihe)
- 2018–2020: Tonio & Julia (Fernsehreihe)
  - 2018: Kneifen gilt nicht
  - 2018: Zwei sind noch kein Paar
  - 2019: Schuldgefühle
  - 2019: Wenn einer geht
  - 2019: Ein neues Leben
  - 2019: Schulden und Sühne
  - 2020: Nesthocker
- 2019: Der Bergdoktor – Preis des Lebens (Fernsehserie, eine Folge)
- 2019: Rate Your Date (Kinofilm)
- 2020: SOKO Köln – Tango/Enthüllung (Fernsehserie, Doppelfolge)
- 2020–2021: Verbotene Liebe – Next Generation (Fernsehserie)
- 2022: In aller Freundschaft – Die jungen Ärzte – Rückläufig (Fernsehserie, eine Folge)
- 2023: SOKO Potsdam (Fernsehserie, drei Folgen)
- seit 2023: In aller Freundschaft (Fernsehserie, sieben Folgen)